# 東御市立田中小学校
東御市立田中小学校（とうみしりつ たなかしょうがっこう）は、長野県東御市県字瓜田にある市立小学校。

## 概要
東御市中心部に位置する。2004年4月1日の市町村合併に伴い、東部町立から東御市立に移行した。
学区は東御市の中心部である田中地域であり、生徒数が約570人であり、東御市内最大の小学校である。

## 歴史

### 沿革
- 1873年（明治7年） - 脩斉（しゅうせい）学校、夏目田（なつめだ）学校、進善（しんぜん）学校の3校が公立学校として開かれた。
- 1893年（明治26年） - 現在の場所に「県尋常高等小学校」が開校した。
- 1941年（昭和16年） - 校名が「県国民学校」と変更される。
- 1949年（昭和22年） - 学校の名称が、「県村立県小学校」となった。
- 1953年（昭和28年） - 県村から田中町となり、「田中町立田中小学校」となる。
- 1956年（昭和31年） - 田中町、和村、祢津村が合併して、東部町となり、校名が、「東部町立田中小学校」となる。
- 2004年（平成16年） - 東部町と北御牧村が合併し、東御市となった、校名が、「東御市立田中小学校」に変更された。
- 2007年（平成19年） - 新体育館が完成した。

## 交通
- しなの鉄道線田中駅徒歩3分、「田中小学校前」バス停徒歩2分

## 施設
1959年（昭和34年）には、体育館が新築され（現在の旧体育館）、長野県内でも最新の設備を取り入れた体育館として、報道陣などが訪れ、当時有名であった。
現在は校舎は古いが、2007年3月には体育館を新築し、旧体育館の約1.7倍の広さになり、近代的な作りとなっている。